# Tapinocephalus-faunazone
| Stratigrafie van de Karoosupergroep | Stratigrafie van de Karoosupergroep | Stratigrafie van de Karoosupergroep | Stratigrafie van de Karoosupergroep | Stratigrafie van de Karoosupergroep |
| Periode                             | Groep                               | Formatie ten westen van 24°O        | Formatie ten oosten van 24°O        | Faunazone                           |
| ----------------------------------- | ----------------------------------- | ----------------------------------- | ----------------------------------- | ----------------------------------- |
| Jura                                | Drakensberg                         | Hiatus                              | Drakensberg                         |                                     |
| Jura                                | Stormberg                           | Hiatus                              | Clarens                             |                                     |
| Trias                               | Stormberg                           | Hiatus                              | Elliot                              |                                     |
| Trias                               | Stormberg                           | Hiatus                              | Molteno                             |                                     |
| Trias                               | Beaufort                            | Hiatus                              |                                     |                                     |
| Trias                               | Burgersdorp                         | Hiatus                              | Cynognathus                         |                                     |
| Trias                               | Katberg                             | Hiatus                              | Lystrosaurus                        |                                     |
| Trias                               | Balfour                             | Hiatus                              |                                     |                                     |
| Perm                                | Daptocephalus                       | Hiatus                              |                                     |                                     |
| Perm                                | Teekloof                            |                                     |                                     |                                     |
| Perm                                | Cistecephalus                       |                                     |                                     |                                     |
| Perm                                | Middleton                           |                                     |                                     |                                     |
| Perm                                | Endothiodon                         |                                     |                                     |                                     |
| Perm                                |                                     |                                     |                                     |                                     |
| Perm                                | Abrahams-Kraal                      | Koonap                              | Tapinocephalus                      |                                     |
| Perm                                | Abrahams-Kraal                      | Koonap                              |                                     |                                     |
| Perm                                | Abrahams-Kraal                      | Koonap                              | Eodicynodon                         |                                     |
| Perm                                | Ecca                                | Waterford                           | Waterford                           |                                     |
| Perm                                | Ecca                                | Tierberg / Fort Brown               | Fort Brown                          |                                     |
| Perm                                | Ecca                                | Laingsburg / Ripon                  | Ripon                               |                                     |
| Perm                                | Ecca                                | Collingham                          | Collingham                          |                                     |
| Perm                                | Ecca                                | White Hill                          | White Hill                          |                                     |
| Perm                                | Ecca                                | Prince Albert                       | Prince Albert                       |                                     |
| Carboon                             | Dwyka                               | Elandsvlei                          | Elandsvlei                          |                                     |

De Tapinocephalus-faunazone is een onderdeel van de Beaufortgroep met fossielen uit het Midden-Perm.

## Indeling
De Tapinocephalus-faunazone wordt sinds 2020 opgedeeld in een onderste Eosimops-Glanosuchus Subzone en een bovenste Diictodon-Styracocephalus Subzone. De fauna van de onderste subzone heeft een lage diversiteit. De bovenste subzone kent daarentegen een grote diversiteit. De jongste lagen van de Diictodon-Styracocephalus Subzone zijn afgezet tijdens de Capitaniaanse extinctie met een beperkt diverse fauna direct nadien. Dit gedeelte van de subzone omvat het onderste derde deel van de Pristerognathus-faunazone uit indeling van de Beaufortgroep van Rubidge uit 1996. Deze faunazone wordt inmiddels niet meer erkend vanwege het ontbreken van nieuwe, kenmerkende taxa.

## Fauna
In de tweede helft van het Midden-Perm, het Capitanien, waren de dinocephaliërs de dominante groep therapsiden en de Tapinocephalus-faunazone levert de grootste diversiteit van deze groep. Grote carnivore vormen zoals Anteosaurus zijn de grootste roofdieren en waren tot vijf meter lang. De grootste herbivoren zijn dinocephaliërs zoals Jonkeria, Moschops, Strutiocephalus, Styracocephalus, Tapinocephalus en Titanosuchus die een gewicht van twee ton bereiken. 
De dinocephaliërs zijn echter niet de enige therapsiden die bekend zijn uit de Tapinocephalus-faunazone. Met meer dan veertig fossielen is Diictodon de algemeenste soort. Andere herbivoren uit deze zone zijn de dicynodonten Chelydontops, Pristerodon en Robertia, de dromasauriërs (een zustergroep van de dicynodonten) Galechirus en Galeops, en de eerste pareiasauriërs zoals Bradysaurus. In de schaduw van de grote vleesetende dinocephaliërs joegen kleinere carnivoren: therocephaliërs als Glanosuchus en Pristerognathus, biarmosuchiërs zoals Hipposaurus, en gorgonopsiërs zoals Phorcys en Eriphostoma. Elliotsmithia was de laatste vertegenwoordiger van de basale eupelycosauriërs. In het water leefden grote amfibieën als Rhinesuchus.

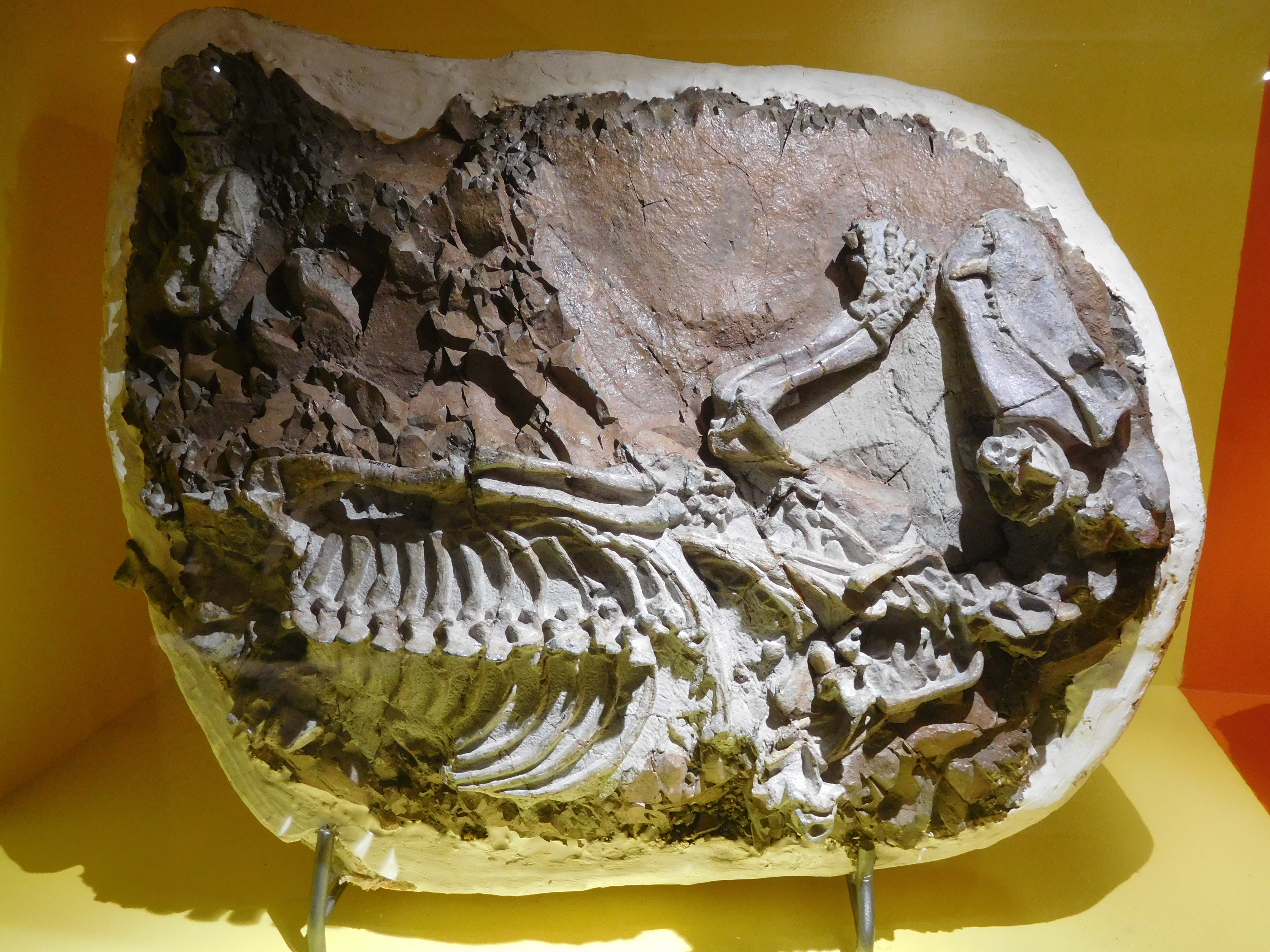
Fossiel van Alopecognathus in het Iziko Museum
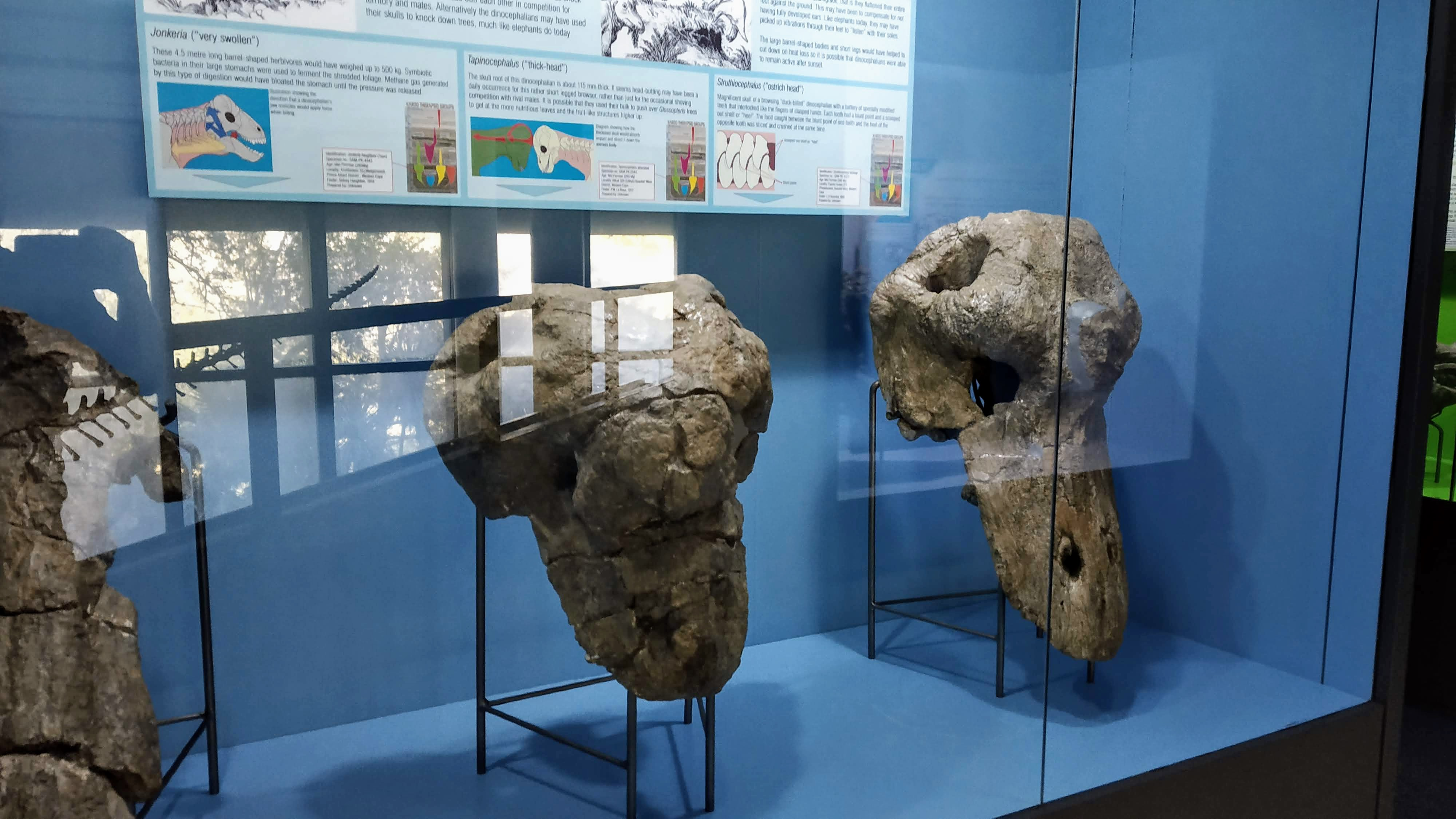
Schedels van Tapinocephalus en Strutiocephalus in het Iziko Museum
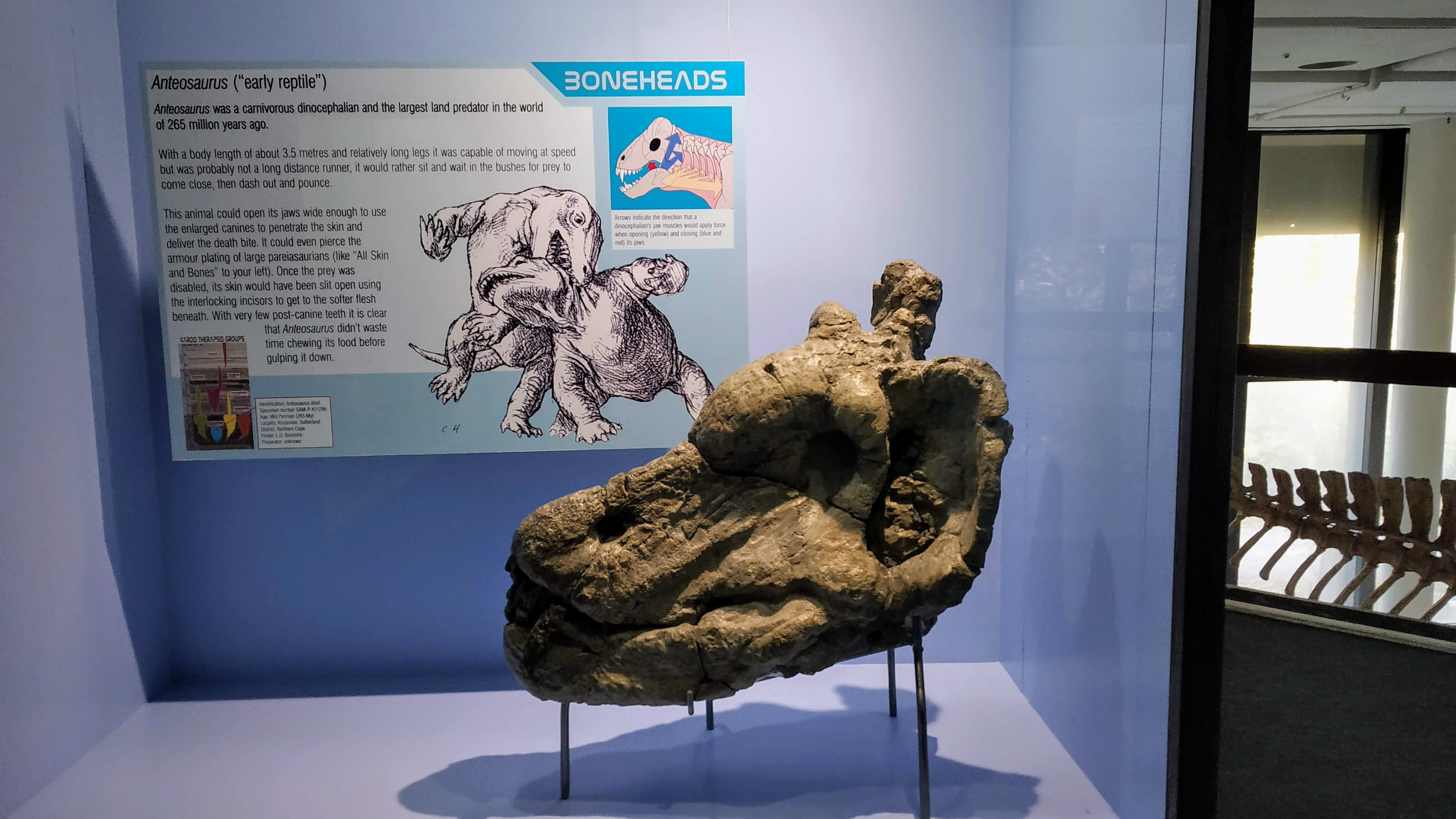
Schedel van Anteosaurus in het Iziko Museum